# Musée maritime d'Érié
Le Musée maritime d'Érié  est un musée maritime situé dans la baie de Presque Isle sur le front de mer au centre-ville d'Érié, en Pennsylvanie. Il est géré par la Pennsylvania Historical and Museum Commission (PHMC)  et en partenariat avec la Flagship Niagara League, une association éducative à but non lucratif agréé par le PHMC pour le fonctionnement du brick Niagara. Lorsqu'il a ouvert ses portes le 21 mai 1998, il est devenu le premier nouveau musée affilié à la Pennsylvania Historical and Museum Commission en vingt ans. Outre ses vastes expositions intérieures, il sert de port d'attache au USS Niagara (1813), une reconstitution moderne du US Brig Niagara de 1813 qui a servi de vaisseau amiral de secours au commodore Oliver Hazard Perry pendant la bataille du lac Érié. Alors que le musée se concentre sur la guerre anglo-américaine de 1812, il est conçu pour célébrer le riche patrimoine maritime du lac Érié.
Le musée, qui jouxte la bibliothèque Raymond Blasco du comté d'Érié, est situé au 150 East Front Street.

## Histoire du bâtiment

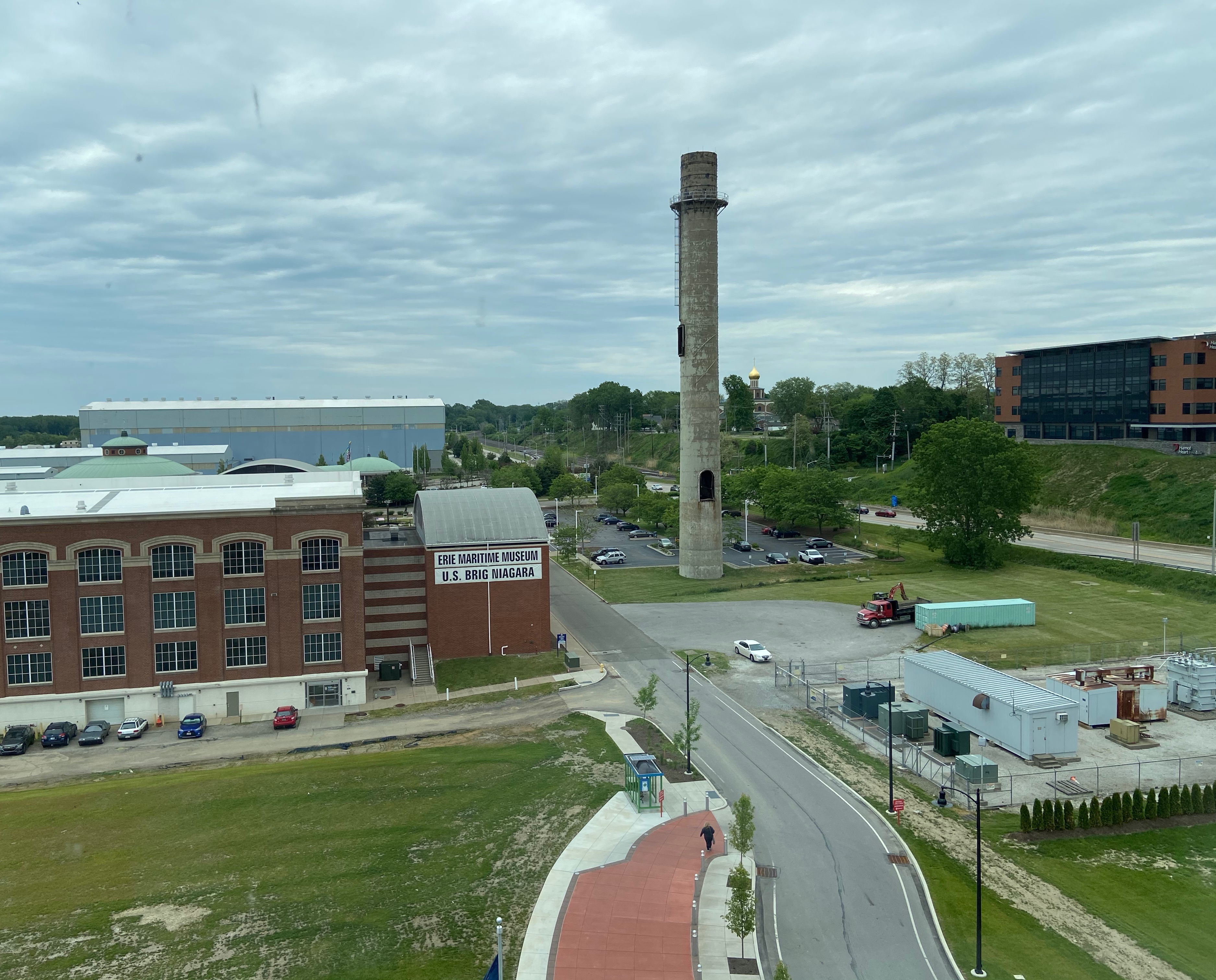
L'ancienne cheminée Penelec à côté du musée

Le musée maritime est installé dans l'ancienne gare de Penelec Front Street. De 1917 jusqu'aux années 1980, le bâtiment a été utilisé pour produire de l'électricité et de la chaleur à vapeur pour la ville. À l'intérieur se trouvaient cinq générateurs de vapeur alimentés au charbon. Des vestiges de la présence de la société Penelec sur la propriété peuvent être trouvés à ce jour. Les visiteurs du musée peuvent voir la cheminée d'origine qui repose à l'ouest du parking. De plus, une fois à l'intérieur, les invités peuvent voir un générateur à vapeur General Electric et la grue d'origine de la station, qui fonctionne toujours aujourd'hui. Lorsque Penelec a décidé de fermer son exploitation de Front Street, l'objectif était de démolir la structure. Les plans ont changé après que les autorités locales ont convaincu Penelec de sauver le bâtiment pour une utilisation future.
Lorsque la réplique du Niagara a été achevée en 1990, celle-ci avait besoin d'un port d'attache. En 1993, Niagara était amarré au bout de Holland Street, juste à l'est de son emplacement actuel. Enfin, en 1997, le musée a commencé à mettre en œuvre ses expositions et, en mai 1998, Niagara a déménagé à son quai actuel quand le musée a ouvert ses portes.

## Expositions permanentes

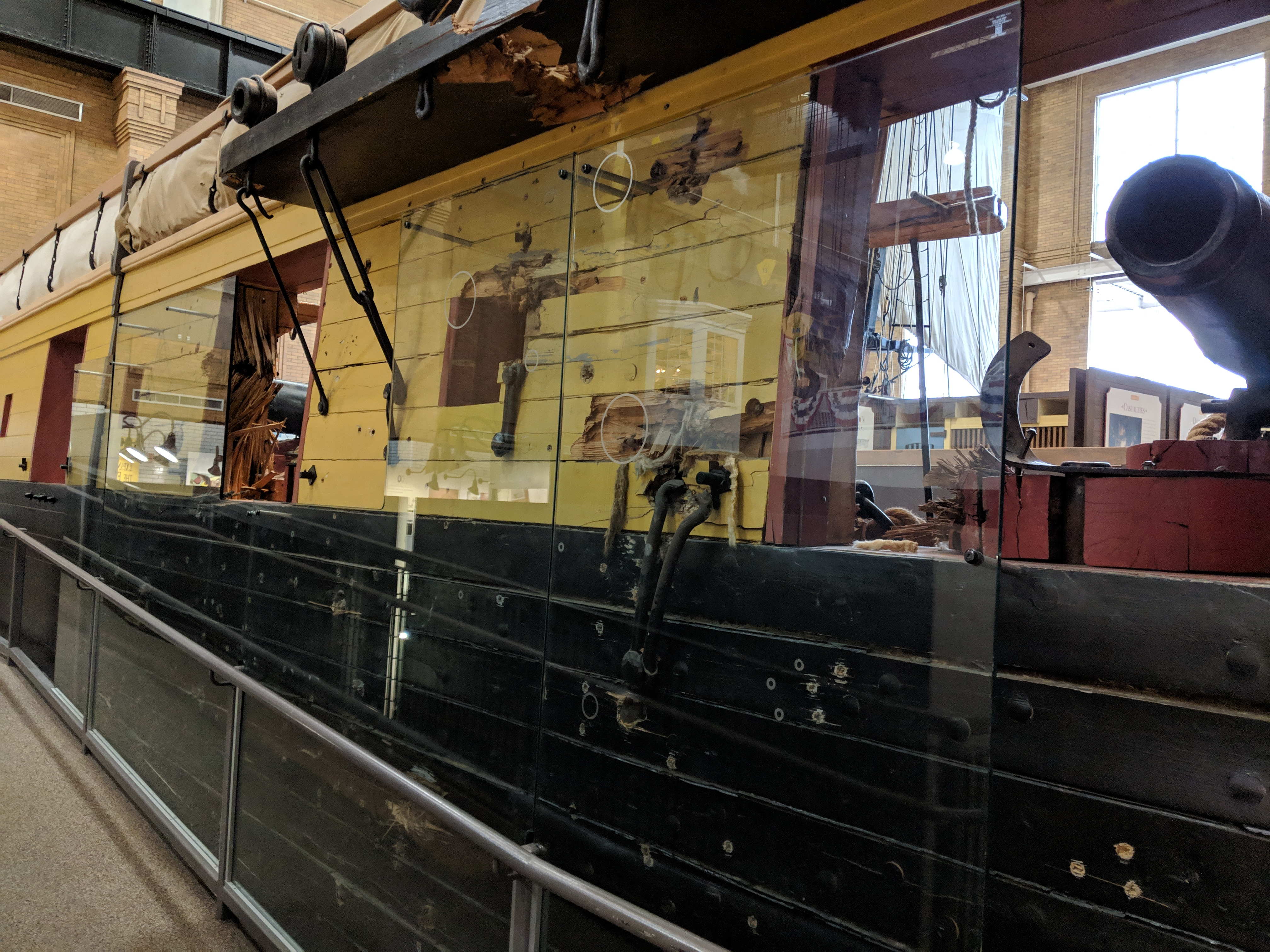
La section du brick Lawrence illustrant les dommages causés par divers types d'artillerie navale du XIXe siècle

Le musée propose un large éventail d'expositions multimédias et interactives associées à des programmes d'interprétation qui illustrent le patrimoine maritime de la région. Lorsqu'il est au port d'attache, le Niagara lui-même est la principale exposition. Amarré à quelques mètres du musée, Niagara est visible depuis la baie vitrée du bâtiment. Le Niagara actuel est un voilier-école, ce qui signifie qu'il n'est pas toujours présent au musée pour les visites du pont. Souvent, pendant les mois les plus chauds, on peut la trouver dans les ports des Grands Lacs.

## Expositions intérieures
- Ancienne centrale électrique à vapeur de General Electric de la station Front Street de la Pennsylvania Electric Company.
- La peinture épique de Julian Oliver Davidson (en) sur la bataille du lac Érié est exposée au rez-de-chaussée[4].
- L'exposition sur la bataille du lac Érié couvre un arrière-plan thématique, présentant des informations sur les problèmes derrière la guerre de 1812, les différences de taille entre les forces américaines, britanniques et canadiennes, les uniformes et pourquoi Erie, en Pennsylvanie, a été choisie pour construire la flotte américaine des Grands Lacs.

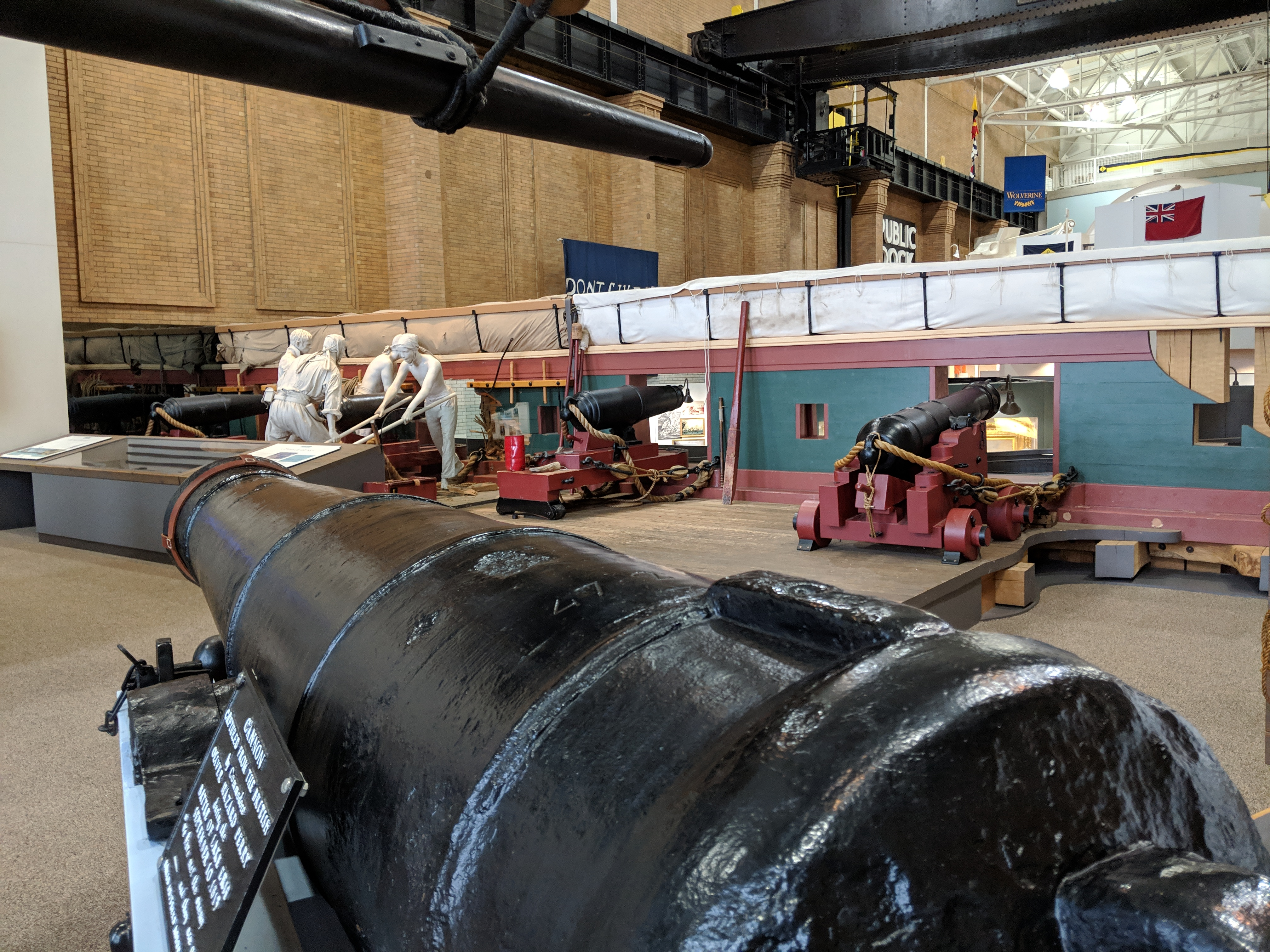
Située au rez-de-chaussée, cette exposition représente le pont des canons du brick Lawrence.

- La pièce maîtresse de l'exposition au premier étage du musée présente une reconstruction de la section médiane de l'USS Lawrence. La réplique de Lawrence, le premier vaisseau amiral du commodore Oliver Hazard Perry pendant la bataille du lac Érié, est livrée avec mât, espars et gréement pour favoriser l'apprentissage pratique du maniement des voiles. Une autre exposition est la section attenante de la réplique du Lawrence qui a été dynamitée avec des balles réelles des propres caronades actuelles du Niagara au centre de formation de la Garde nationale à Modèle:Lienort Indiantown Gap, près de Harrisburg. Cette exposition "à tir réel" de Lawrence recrée le carnage infligé aux navires et aux hommes pendant la bataille du lac Érié et tout au long de l'ère de la voile de combat.
- Fighting Sail présente une partie supérieure grandeur nature d'un mât de travail pris directement de Niagara. Cette exposition se concentre sur la construction de voiliers en bois, la vie à bord, la médecine de la marine du 19e siècle, une recréation du pont des canons de Lawrence, des outils de construction, des nœuds, etc.
- Relique de l'USS Wolverine (anciennement USS Michigan [5]), premier navire de guerre à coque de fer de la marine américaine et marine des XIXe et XXe siècles.

D'autres expositions à l'intérieur du musée incluent: la fabrication de modèles réduits, les phares et le sauvetage à Érié, l'industrie de la pêche du lac Érié, la plongée dans le lac, l'archéologie maritime, la reconstruction du US Brig Niagara, etc.

## Galerie

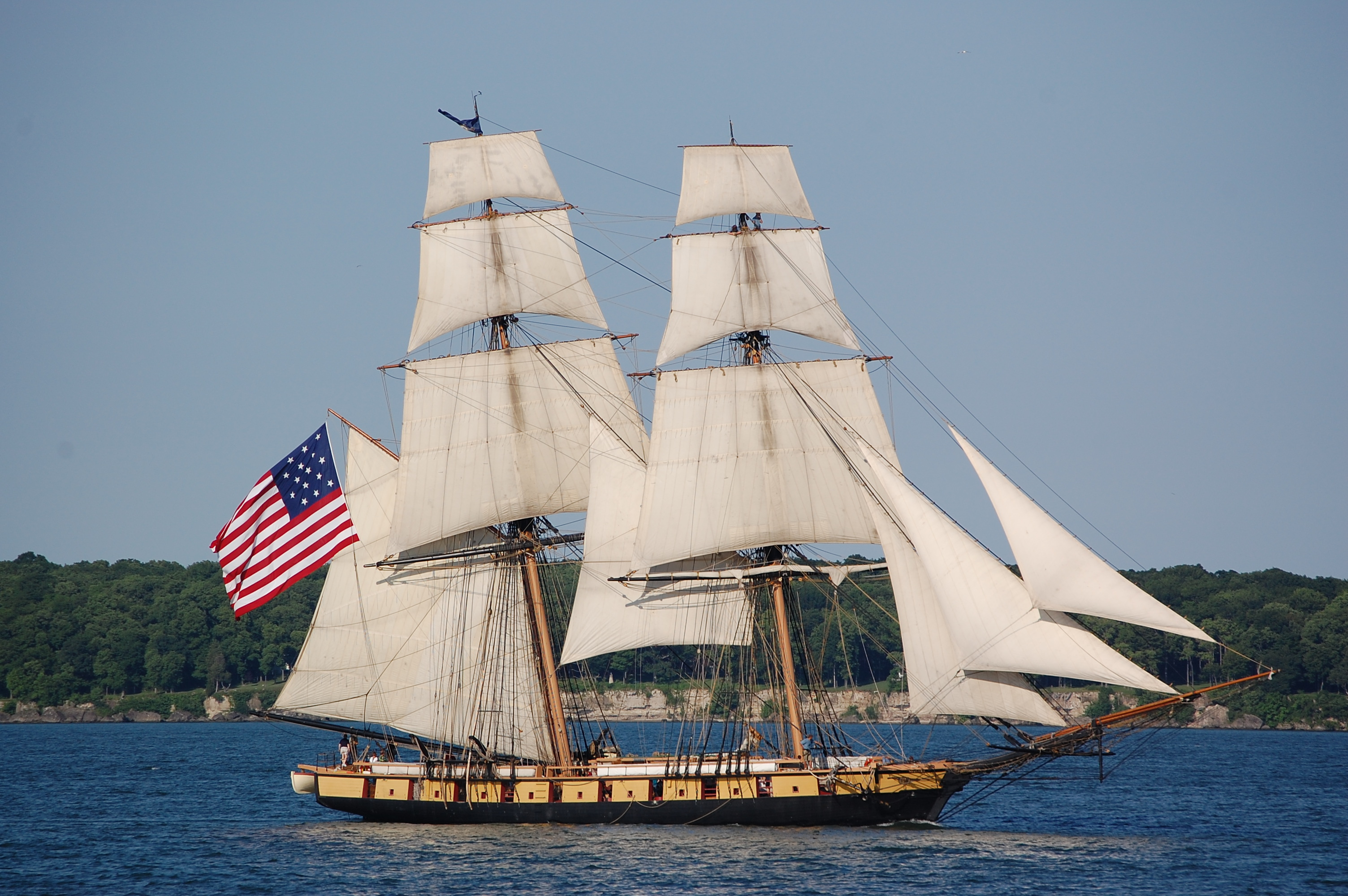
Réplique de l'USS Niagara de 1913
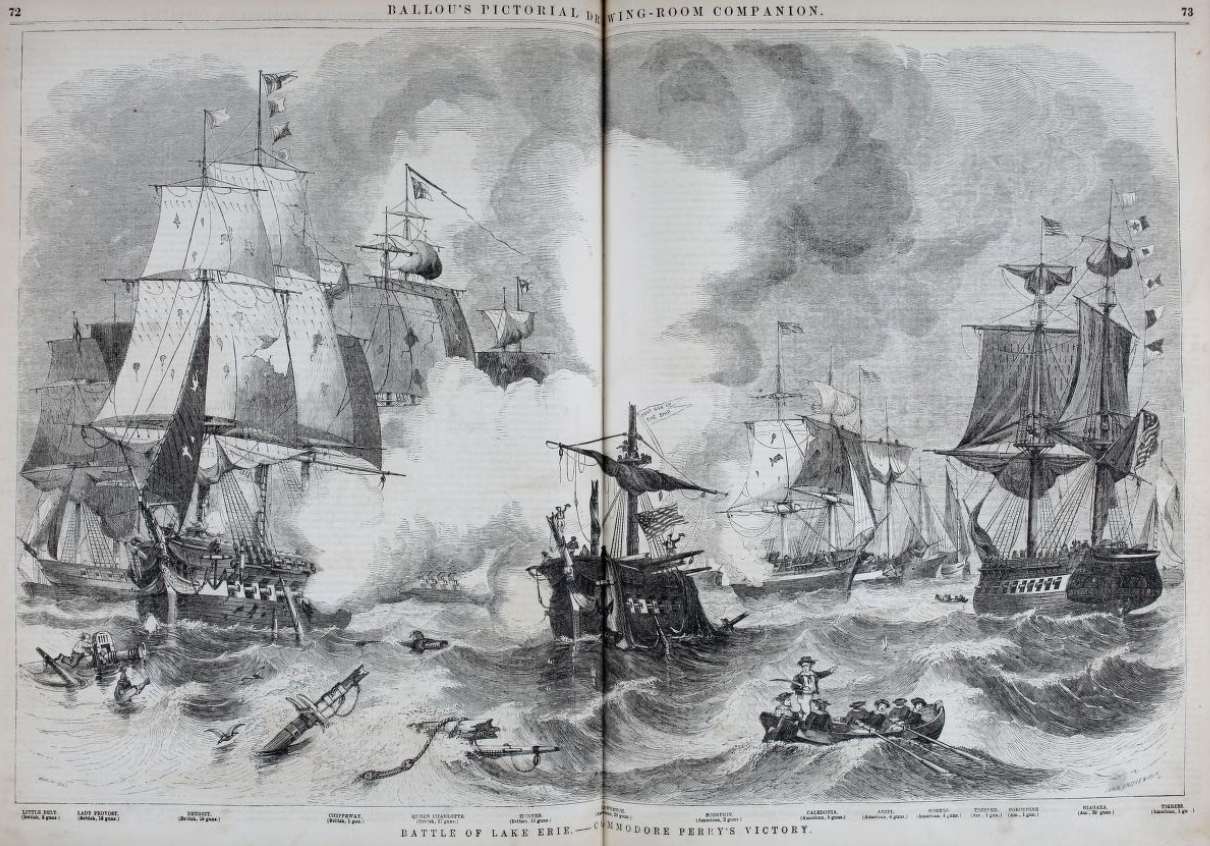
Bataille du lac Érié Ballou's Pictorial, 1856
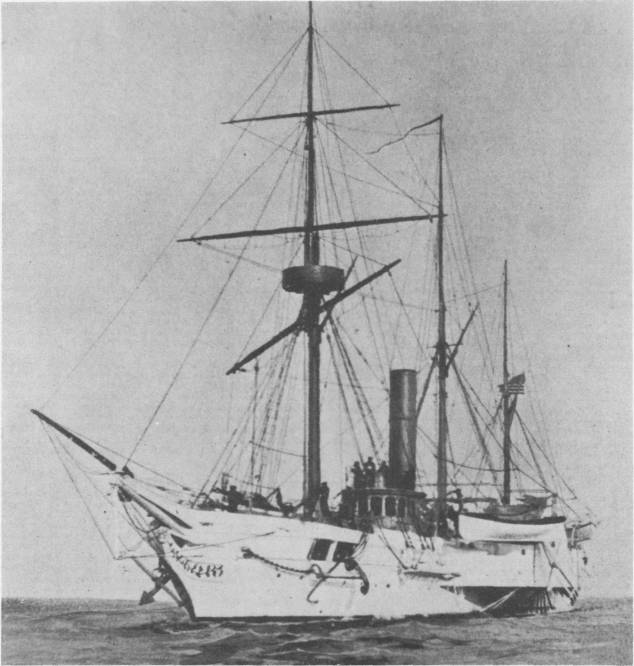
USS Wolverine
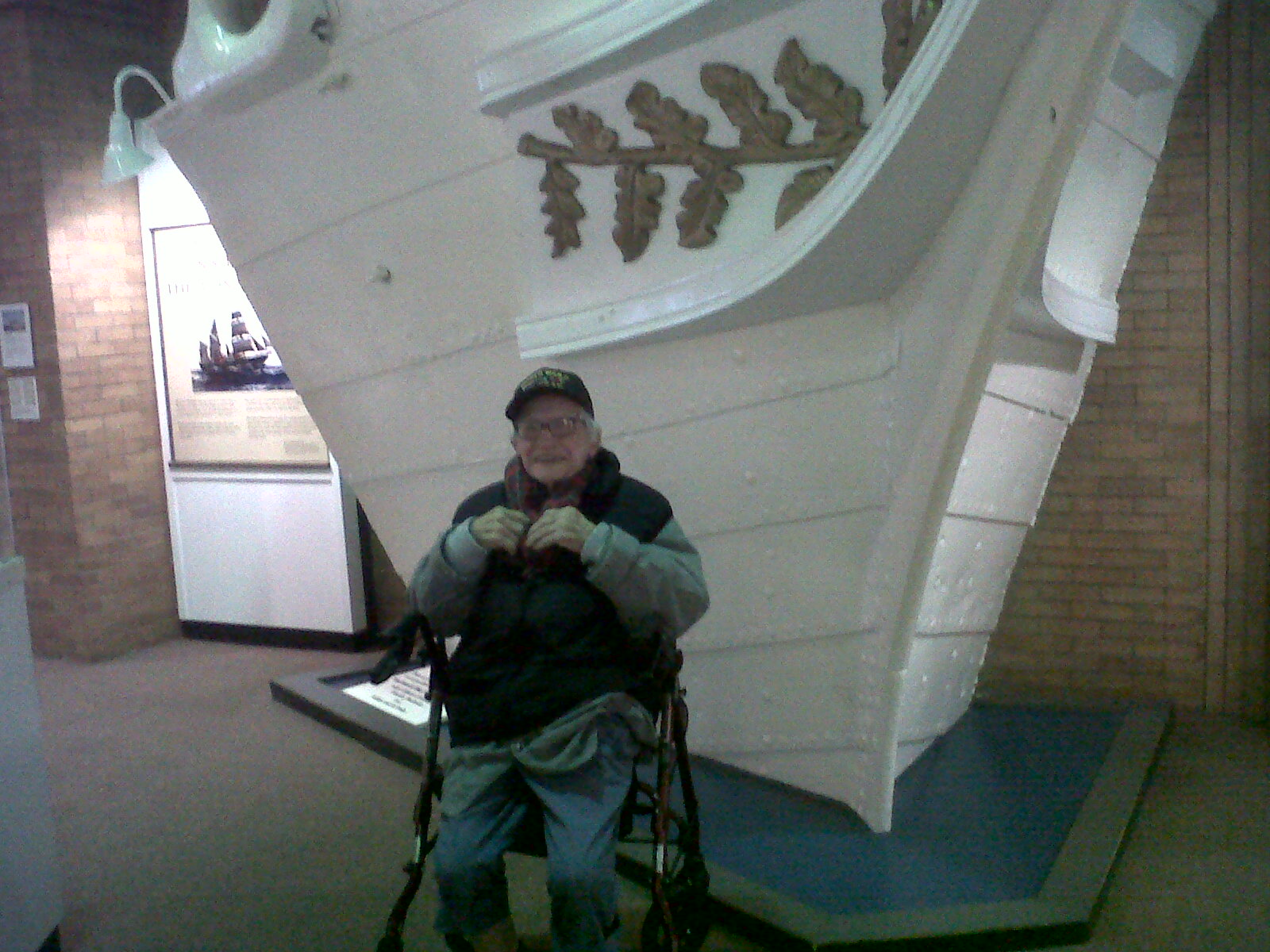
Morceau du Wolverine